# Kuzmičevo
Kuzmičevo (Servisch cyrillisch Кузмичево) is een plaats in de Servische gemeente Novi Pazar. De plaats telt 133 inwoners (2002).